# Tết Đoan ngọ
Tết Đoan Ngọ hoặc Tết Đoan Dương (Hán Việt: 端午節 - Đoan Ngọ Tiết, 端陽節 - Đoan Dương Tiết) (ngày mùng 5 tháng 5 theo âm lịch) là một ngày Tết truyền thống tại một số nước  như Trung Quốc, Triều Tiên, Hàn Quốc, Nhật Bản, Việt Nam một số khu vực như, Hồng Kông và Đài Loan, . Tết Đoan Ngọ tồn tại từ lâu trong văn hóa dân gian phương Đông và có ảnh hưởng đến sinh hoạt văn hóa. Đoan nghĩa là mở đầu, Ngọ là khoảng thời gian từ 11 giờ trưa tới 1 giờ chiều, và ăn Tết Đoan Ngọ là ăn vào buổi trưa. Đoan ngọ lúc mặt trời bắt đầu ngắn nhất, ở gần trời đất nhất trùng với ngày hạ chí. Tết Đoan Ngọ còn được gọi là Tết Đoan dương. Theo triết lý y học Đông phương thì hỏa khí (thuộc dương) của trời đất và trong cơ thể của con người trong ngày Đoan ngọ đều lên đến tột bậc.
Người Việt Nam còn gọi Tết Đoan Ngọ là Tết giết sâu bọ, là ngày phát động bắt sâu bọ, tiêu diệt bớt các loài gây hại cho cây trồng trên cánh đồng, trong đó nhiều loài sâu có thể ăn được và chúng được coi như là chất bổ dưỡng.
Truyền thuyết về lịch sử ngày mùng 5 tháng năm được lưu truyền khác nhau ở Việt Nam, Trung Quốc, Nhật Bản và Hàn Quốc.

## Trung Quốc với truyền thuyết Khuất Nguyên

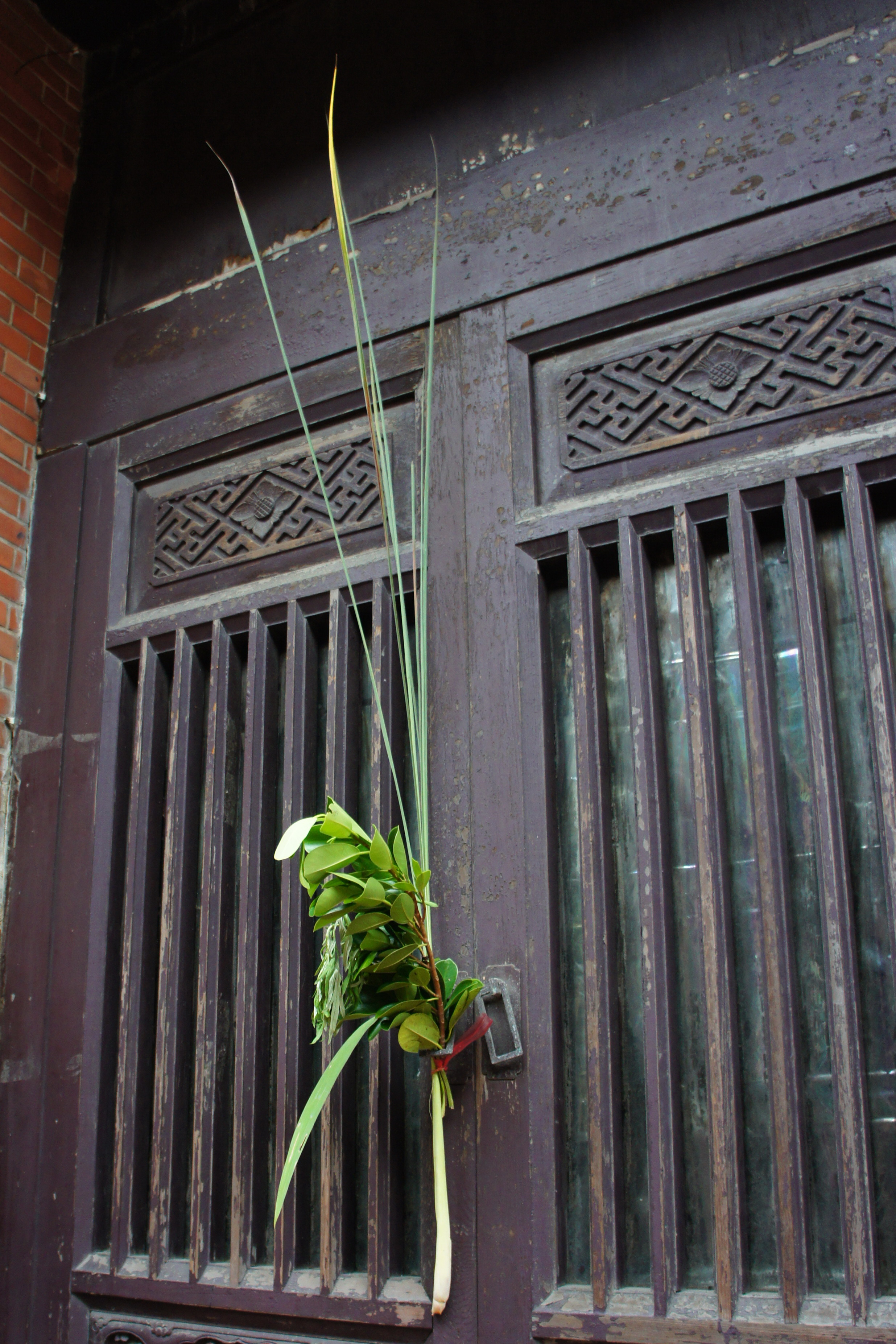
Thủy xương bồ là một loại thảo dược được sử dụng trong ngày lễ, hoặc treo trước cửa nhà, quấn trong lá đa, để xua đuổi tà ma.

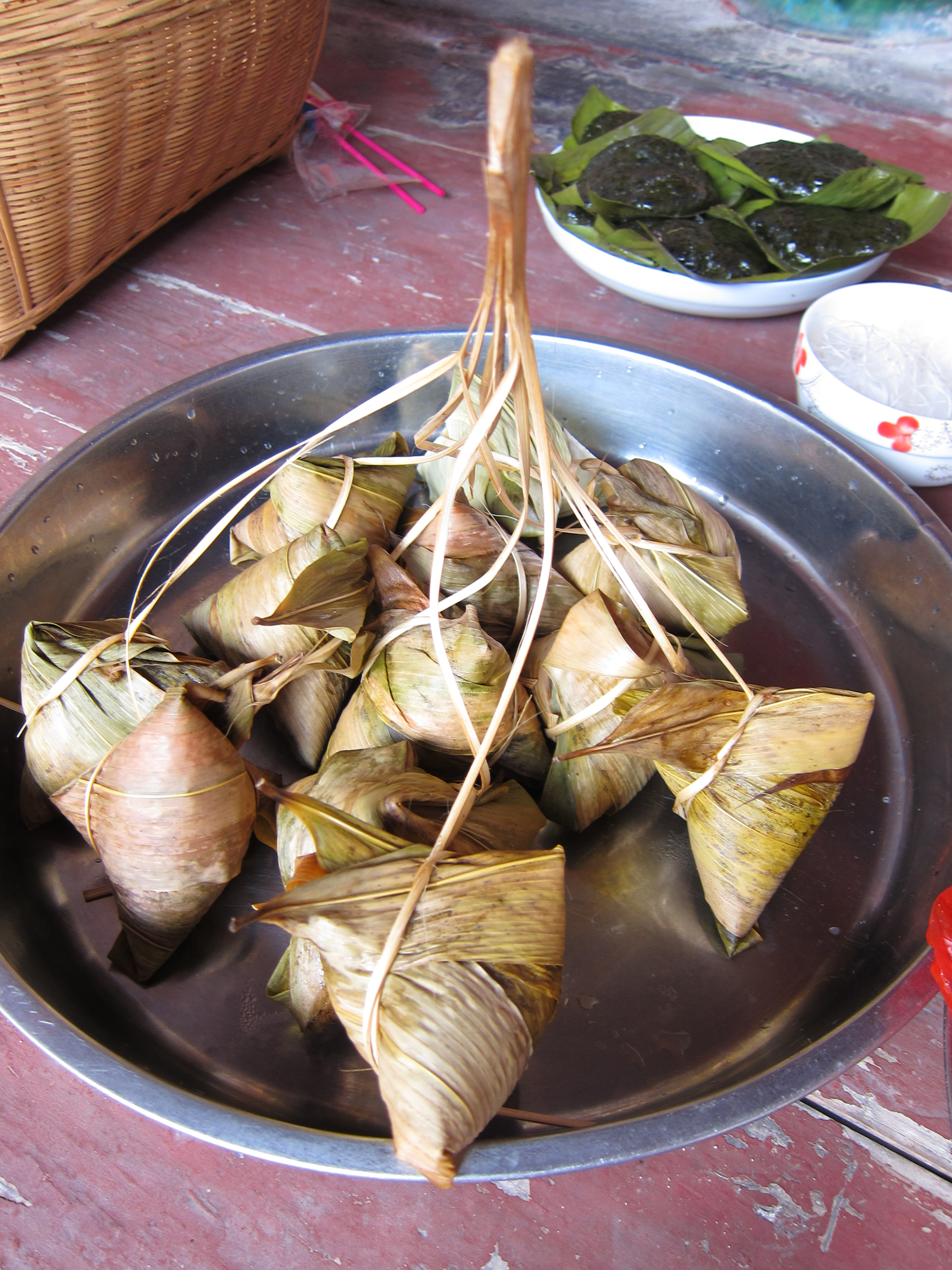
Bánh ú (tống tử) - món ăn không thể thiếu trong dịp Tết Đoan ngọ

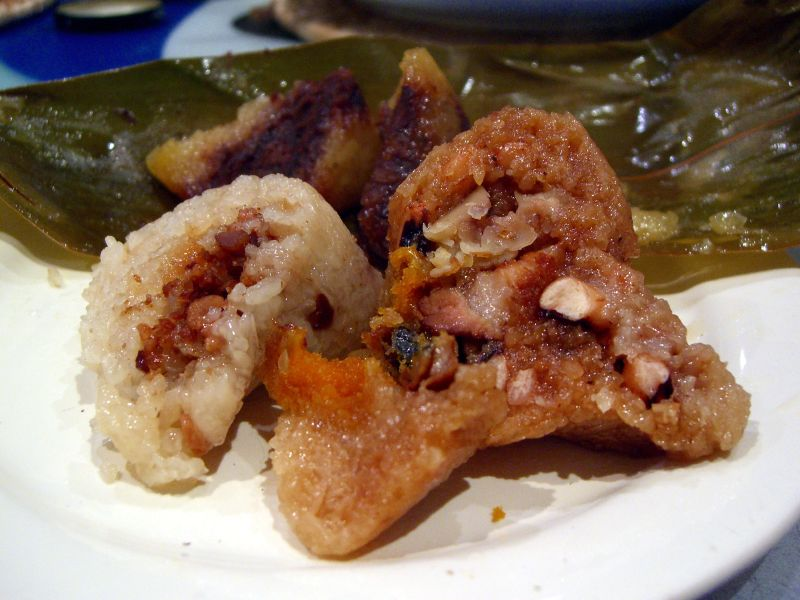
Bánh ú ở Phúc Kiến

Theo giải thích của học giả Chu Xử trong sách "Phong Thổ Ký" thì Tết Đoan Ngọ còn được gọi là Tết Đoan Dương. Đoan Ngọ là bắt đầu giữa trưa (Đoan: mở đầu, Ngọ: giữa trưa). Còn Dương là mặt trời, là khí dương; Đoan Dương có nghĩa là bắt đầu lúc khí dương đang thịnh. Ở Trung Quốc, thời Nam Bắc triều, Tết Đoan Ngọ còn được gọi là Dục Lan tiết. Lan có nghĩa là "túi đựng tên, hình dáng của nó như cái hộp gỗ" (Tr.2881, Từ Nguyên). Đến thời nhà Minh, bùa trừ ngũ độc (Ngũ độc phù) đã trở thành vật trang sức khá phổ biến của phụ nữ, được in trên một số vật như trâm cài tóc, vòng đeo tay, đeo cổ, quạt... Một học giả thời bấy giờ là Trầm Bảng chép: "Thời trước, phụ nữ thường vẽ hình con rết (Ngô công), rắn (Xà), bò cạp (Hiết), thằn lằn (Tích dịch), cóc (Thiềm thừ) trên những cây gỗ đào gọi là ngũ độc phù và cài trên đầu làm trâm (Thoa)..." (Trích Uyển Thự Tạp ký, quyển 17, bản in năm 1593).
Vào cuối thời Chiến Quốc, có một vị đại thần nước Sở là Khuất Nguyên. Ông là vị trung thần nước Sở và còn là nhà văn hóa nổi tiếng. Tương truyền ông là tác giả bài thơ Ly tao (thuộc thể loại Sở từ) nổi tiếng trong văn hóa cổ Trung Hoa, thể hiện tâm trạng buồn vì đất nước suy vong với họa mất nước. Do can ngăn Hoài vương nên đến cuối đời, ông lại bị vua Tương Vương (người nối ngôi Sở Hoài Vương) đày ra Giang Nam (phía nam sông Dương Tử). Ông thất chí, tự cho mình là người trong sống trong thời đục, suốt ngày ca hát như người điên, làm bài phú "Hoài Sa" rồi ôm một phiến đá, gieo mình xuống sông Mịch La tự tử.
Theo truyền thuyết này, để tưởng nhớ về con người và cái chết bi ai của ông, hàng năm người ta tổ chức vào ngày mồng 5 tháng 5 là ngày Tết Đoan Ngọ ở Trung Quốc và một số nước khác ở Châu Á.
Sau này, Tết Đoan Ngọ còn được gắn thêm một tích khác nữa là tích 2 chàng Lưu – Nguyễn gặp tiên. Lưu Thần và Nguyễn Triệu là 2 người đời nhà Hán, nhân ngày Tết Đoan Dương cùng rủ nhau vào núi Thiên Thai hái thuốc, gặp hai tiên nữ kết duyên. Sau thời gian nửa năm sống nơi tiên cảnh với vợ tiên, hai người nhớ nhà đòi về. Giữ lại không được, hai tiên nữ đành đưa tiễn chồng về quê cũ. Vì thời gian ở tiên cảnh chỉ có nửa năm nhưng là mấy trăm năm ở cõi trần. Hai chàng thấy phong cảnh quê nhà đã khác xưa, người quen thì đã ra người thiên cổ, hai chàng bèn rủ nhau trở lại cõi tiên nhưng không được. Hai chàng ra đi mà không thấy trở về...
Trên thực tế, từ cuối thời Đông Hán, người ta đã tìm thấy những thư tịch sưu tầm về Tết Đoan ngọ.
Hầu hết các học giả thời đó cho rằng nguồn gốc của lễ tiết này có "liên quan" đến sự tưởng niệm thi hào nổi tiếng của nước Sở là Khuất Nguyên. Tuy nhiên các sử gia Trung Quốc lúc bấy giờ không hề đưa ra được những tư liệu cụ thể để chứng minh cho "sự liên quan" này.
Ngay trong "Sử ký" của Tư Mã Thiên (145 – 86 TCN), tác phẩm được coi là thành tựu sớm nhất, ghi chép đầy đủ nhất về lịch sử Trung Quốc cổ đại (suốt 2000 năm từ thời Hoàng Đế đến đời Hán Vũ Đế), cũng hoàn toàn không xác định được rõ thời gian tự trầm của Khuất Nguyên là vào ngày, tháng nào. Những ghi chép của Tư Mã Thiên trong "Khuất Nguyên liệt truyện" (Sử ký) chỉ là những tư liệu được thu thập từ trong dân gian.
Như vậy, theo 2 truyền thuyết trên thì mùng 5 tháng 5 có nguồn gốc từ văn hóa Trung Hoa.

### Đua thuyền rồng và đeo túi thơm
Người Trung Quốc có tập tục đua thuyền vào ngày Tết Đoan Ngọ hàng năm. Đua thuyền rồng là một hoạt động náo nhiệt nhất của người Hoa. Theo tích xưa, khi nghe tin Khuất Nguyên (vị trung thần của nước Sở vào thời Chiến Quốc) khi trên đường bị đi đày nghe tin nước mất đã trầm mình xuống sông Mịch La, người dân ngay lập tức tổ chức đội thuyền chèo ra sông để cứu ông nhưng bất thành. Sau này, mỗi năm vào ngày Tết Đoan Ngọ của người Trung Quốc, họ đều tổ chức đua thuyền rồng để tưởng nhớ đến ông.
Ngoài ra, họ còn đeo túi thơm. Đây là loại túi dùng vải và chỉ ngũ sắc để may và được may thành hình quả cầu, chú cọp,... bên trong đựng các loại hương liệu như hạt mùi, hùng hoàng, hương nhu và một số loại hương liệu khác dùng để đuổi rắn rết, sâu bọ làm hại trẻ em. Người Trung Quốc quan niệm đeo túi thơm vào Tết Đoan Ngọ có thể chống bệnh tật và xua đuổi tà ma.

### Ăn bánh ú
Tương truyền, sau khi Khuất Nguyên nhảy sông Mịch La tự vẫn, người dân yêu mến ông sợ cá tôm rỉa xác của ông nên đã dùng nếp và lá để gói thành bánh đem thả xuống sông cho cá ăn để bảo vệ thân xác của ông. Và từ đó xuất hiện tập tục ăn bánh ú trong ngày Tết này. Tùy mỗi vùng khác nhau mà nhân bánh nếp có thể là thịt, đỗ xanh, long nhãn, trứng mặn hay hạt dẻ nhuyễn, hạt tiêu,...

### Uống rượu
Đây là loại rượu được nhiều người sử dụng trong dịp tết Đoan Ngọ, "hùng hoàng" (theo sách Bản Thảo Cương Mục) là một vị thuốc có thể giết sâu bọ và tiêu độc, dùng để pha rượu uống. Rượu hùng hoàng được làm bằng cách lên men lúa mạch với hùng hoàng, một khoáng vật màu vàng. Ngoài ra, rượu này còn được dùng để xức lên mặt, lòng bàn tay của trẻ em hoặc rưới lên các góc tường để trừ sâu độc.
Tuy diễn ra cùng ngày với Tết Đoan Ngọ Việt Nam nhưng Tết Đoan Ngọ của người Trung Quốc vẫn có những khác biệt với ý nghĩa, tập tục riêng. Đây là nét văn hóa độc đáo của một ngày lễ quan trọng trong lịch sử Trung Quốc đã được gìn giữ cho đến ngày nay.

## Nhật Bản
Ngày này ban đầu được gọi là Tango no Sekku (端午の節句) từ thời Nara và được tổ chức vào ngày thứ năm của tháng năm tính theo âm lịch hay lịch Trung Quốc. Sau khi Nhật Bản chuyển đổi sang lịch Gregorian, ngày này cũng được dịch chuyển sang ngày mùng 5 tháng 5, và được coi là ngày lễ dành cho các bé trai với tên gọi
Tết Thiếu nhi (こどもの日), là một ngày đại lễ của Nhật từ năm 1948.
Đây là dịp lễ đặc biệt, người Nhật thường treo cờ cá chép (Koinobori) tượng trưng cho những bé trai khoẻ mạnh thông minh với ý nghĩa "cá vượt vũ môn" và còn trang trí các bộ áo giáp Kabuto mang theo ước nguyện của những bậc cha mẹ mong muốn cho con mình sẽ thành đạt trong cuộc sống. Cứ đến đầu tháng 5 là ở Nhật rợp trời cờ cá chép tung bay trong gió, mỗi nhà treo 3 hoặc 5 cờ, với 5 màu chủ đạo là: xanh lam, đỏ, đen, xanh lá, xanh tím. Những lá cờ Koi (cá chép) vải đầy màu sắc được treo trên mái nhà hoặc hành lang chung cư của các gia đình có con trai.
Bên trong nhà, người Nhật cho trưng bày tượng chú bé "Kintaro" (金太郎) cưỡi cá "koi" và cái áo giáp hay nón giáp samurai gọi là "yoroi kabuto" (鎧兜) hay "kabuto" (兜, 冑). Ngày xưa bên Trung Quốc có truyền thuyết là cá chép leo thác nước để được thành rồng. Câu chuyện này được truyền sang những nước chịu ảnh hưởng của Hán học như Việt Nam, Triều Tiên và Nhật Bản.
Người ta nói rằng Koi, nếu mổ sống, hoặc thậm chí nếu nấu sống, sẽ chẳng bao giờ hoảng loạn, giãy giụa và quật như một con cá khi nhảy lên khỏi mặt nước hoặc trong cát nóng, hình ảnh này cũng được thấy trong văn hóa phương Tây. Cá Koi luôn chịu đựng, chấp nhận ra đi với "nhân cách" cao đẹp và không hề hoảng sợ. Dù khi đang nằm trên thớt hoặc sắp bị cho vào lò, nó vẫn thế. Điều này gắn liền với đạo lý luân thường của các samurai là lòng dũng cảm, danh dự và cái chết. Cách hành xử này được coi là "nam tính" tại Nhật Bản (điều này gợi mở rất nhiều về lòng tự tôn của nam nhi). Vì vậy, Koi là một trong những biểu tượng quan trọng của ngày các bé trai.
Vào ngày Tết Đoan Ngọ (Tango), người Nhật làm bánh gio akumaki gói trong lá "ayame" (xương bồ) hay tre để cúng và ăn lễ Tết này.

## Hàn Quốc và Triều Tiên

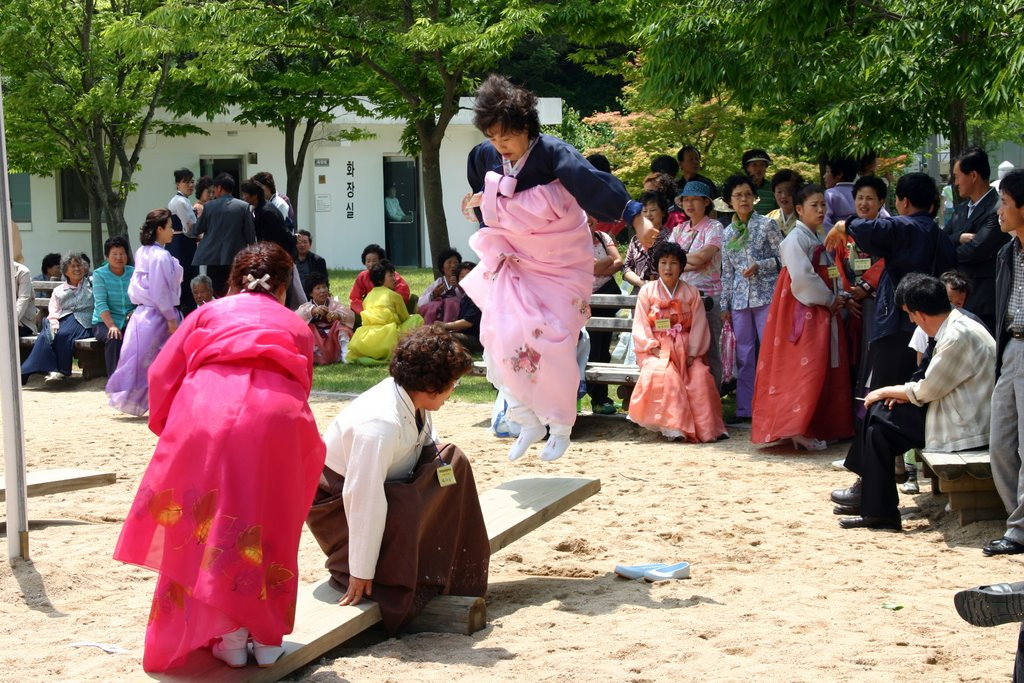
Phụ nữ Hàn Quốc thường tắm gội hoặc chơi trò chơi ngoài trời trong ngày lễ.

Hàn Quốc cũng coi ngày 5 tháng 5 âm lịch là ngày lễ theo truyền thống văn hóa của mình, gọi là Dano (단오) hay là Surit-nal (수릿날). Chưa rõ tục lệ và nguồn gốc liên quan đến ngày mùng 5 tháng 5 của người Hàn Quốc như thế nào, nhưng trong bài báo "Đừng đối đãi với di sản văn hóa như bánh mì" đăng trên báo Tuổi trẻ, trang 16, ngày 7 tháng 6 năm 2004, đã đưa tin:
Hàn Quốc đề nghị Liên Hợp Quốc công nhận Tết Đoan Ngọ vào ngày 5 tháng 5 là "di sản văn hóa phi vật thể" của Hàn Quốc.
Bài báo cũng cho biết có nhiều tờ báo Trung Quốc xem đó là việc làm xâm phạm văn hóa, nhiều học sinh thành phố Nhạc Dương (Hồ Nam) ký tên bảo vệ tết Đoan ngọ. Nhiều người Trung Quốc kiến nghị chính quyền đăng ký bản quyền di sản văn hóa. Bài báo có đoạn viết:
Dẫu mọi việc chẳng có gì để ầm ĩ; nhưng nhân vụ việc này người Trung Quốc mới thấy giá trị của văn hóa dân gian.

## Việt Nam
Trong văn hóa Việt thì ngày mùng 5 tháng Năm âm lịch lại là ngày giỗ Quốc mẫu Âu Cơ. Trong dân gian đã lưu truyền câu ca dao:
Tháng Năm ngày tết Đoan Dương,
Là ngày giỗ Mẹ Việt Thường Văn Lang.
Ở vùng Đông Nam Bộ Việt Nam thì ngày mùng 5 tháng Năm còn được gọi là ngày "Vía Bà", thờ Linh sơn Thánh mẫu trên núi Bà Đen.
Ở Đồng Tháp nói riêng và các tỉnh Tây Nam Bộ nói chung, ngày mùng 5 tháng Năm âm lịch còn gọi là ngày "nước quay", vì cứ theo lệ hàng năm, nước sông Mê Kông từ thượng nguồn đổ về đến nước ta thì trở thành màu đỏ đục và có nhiều xoáy nước. Và năm nào cũng vậy, ngày này được coi là ngày bắt đầu của những mùa lũ hàng năm.
Tại Việt Nam còn coi mùng 5 tháng Năm là "Tết giết sâu bọ", vì trong giai đoạn chuyển mùa, chuyển tiết, dịch bệnh dễ phát sinh. Vào ngày này có tục "giết sâu bọ" bằng cách sáng sớm chưa ăn uống gì đã được lót dạ bằng hoa quả đương mùa và rượu nếp. Trẻ con được treo cho những túi bùa bằng vụn lúa các màu khâu thành hình trái đào, quả khế, quả quất... buộc chỉ ngũ sắc kết tua (gọi là bùa tua bùa túi), móng tay móng chân được nhuộm đỏ bằng lá móng (trừ ngón tay trỏ và ngón chân kề ngón cái), bôi hồng hoàng (một vị thuốc có màu đỏ pha vàng) vào thóp, vào ngực, vào rốn... để trừ tà ma bệnh tật. Có nơi phụ huynh bôi vôi vào cổ cho con cái lúc đi ngủ để trừ bệnh tật.
Trong tết này, các gia đình có làm lễ cúng gia tiên, cỗ cúng có cả chay lẫn mặn. Các chàng rể phải sắm quà biếu bố mẹ vợ nhân tết mồng năm, trong đó thường có mấy thứ: ngỗng, dưa hấu, hoặc đậu xanh đường cát. Học trò cũng đến tết thầy, lễ vật tuỳ tâm, đại thể cũng như trên. Ở một số vùng quê, vào giờ Ngọ (12 giờ trưa) ngày mồng 5 tháng 5, nhiều người còn đi hái lá làm thuốc, vì tin rằng lá hái trong giờ phút này dù chỉ là các lá thông thường như lá chanh, lá bưởi, kinh giới, tía tô, ngải cứu, sen vồng..., đều trở nên công hiệu hơn rất nhiều. Ở một số vùng, người dân còn có tục lệ khảo mít: một người ở dưới đất gõ vào gốc mít tra khảo, một người trèo lên cây thay mặt cây mít trả lời, với hy vọng sang năm cây cối sai quả. Tuy nhiên gần đây, những sắc thái phong tục truyền thống Việt trong lễ này không còn được xem trọng.
Tết Đoan Ngọ là Tết thu hút sự chú ý của khá nhiều người Việt Nam xưa và nay, nó chỉ đứng thứ hai sau Tết Nguyên Đán. Tục này có người cho là từ đời Xuân Thu. Khuất Nguyên (nước Sở), vì can ngăn vua Hoài Vương không được, đã uất ức ôm đá gieo mình xuống sông Mịch La mà tự vẫn. Hôm ấy đúng là mùng 5 tháng 5. Thương tiếc người trung nghĩa, mỗi năm, cứ đến ngày đó, nhân dân Trung Quốc lại làm bánh ngọt, quấn chỉ ngũ sắc bên ngoài (ý làm cho cá sợ, khỏi đớp mất) rồi bơi thuyền ra giữa sông, ném bánh xuống cúng Khuất Nguyên.
Ở Việt Nam, ít người biết chuyện Khuất Nguyên, mà chỉ coi mùng 5 tháng Năm là "Tết giết sâu bọ" - vì trong giai đoạn chuyển mùa, chuyển tiết, dịch bệnh dễ phát sinh. Người ta quan niệm, trong ngày này, các loài sâu bọ đều hoảng hốt, trốn chạy vì nhà ai cũng có bữa cỗ "giết sâu bọ" vào sáng sớm, với hoa quả đầu mùa. Đào mịn lông tơ, mận đủ mùi chua ngọt, chuối ta mập mạp, dưa hấu bổ dọc thành những chiếc thuyền rồng sơn son mịn cát lóng lánh như lân tinh, dứa còn nguyên cái mũ miện xanh rờn óng bạc, nhưng cái lòng nó vàng tươi khêu gợi. Và đương nhiên không thể thiếu món rượu nếp.
Thành lệ, cứ đến sáng sớm ngày mồng 5, người ta cho trẻ ăn hoa quả, rượu nếp, chè hạt sen, chè đỗ đen, trứng luộc, kê, bánh đa, mận, muỗm, dưa hấu, uống nước dừa... bôi hồng hoàng vào thóp đầu, vào ngực, vào rốn để giết sâu bọ. Người lớn thì uống rượu hòa ít tam thần đơn hoặc bôi phẩm hồng vào thóp đầu, vào ngực, vào rốn để trừ trùng.
Trẻ em giết sâu bọ xong khi còn ngồi trên giường, rồi rửa mặt mũi, chân tay xong bắt đầu nhuộm móng tay móng chân, đeo chỉ ngũ sắc. Em gái đến độ tuổi xâu lỗ tai cũng chọn ngày này mà xâu.
Nhiều người mua bùa chỉ đeo cho trẻ con. Bùa kết bằng chỉ ngũ sắc, kết theo hình hoa sen, quả đào, quả ớt... Lại may áo lụa mang đến các cửa chùa, cửa tĩnh in dấu vẽ bùa rồi mặc cho trẻ, có ý trừ ma tà cho khỏi quấy.
Giữa trưa hôm ấy thì làm cỗ cúng gia tiên, rồi đi hái lá mồng năm. Tục hái thuốc mồng 5 cũng bắt đầu từ giờ Ngọ, đó là giờ có Dương khí tốt nhất trong cả năm, lá cây cỏ thu hái được trong giờ đó có tác dụng chữa bệnh tốt, nhất là các chứng ngoại cảm, các chứng âm hư. Người ta hái bất kỳ loại lá gì có sẵn trong vườn, trong vùng, miễn sao đủ trăm loại, nhiều ít không kể, nhất là lá ích mẫu, lá cối xay, lá vối, ngải cứu, sả, tử tô, kinh giới, lá tre, lá bưởi, cam, chanh, quýt, mít, muỗm, hành, tỏi, gừng, chè, ổi, trầu không, sài đất, sống đời, bồ công anh, sen, vông, lạc tiên, nhọ nồi... đem về ủ rồi phơi khô, để sau đem nấu uống cho rằng uống thế thì lành.
Lại có nhiều người đi lấy lá ngải cứu, năm nào thì kết hình con thú nǎm ấy như năm Tý thì kết con chuột, năm Sửu kết con trâu, năm Dần kết con hổ... treo ở giữa cửa, để trừ ma quỷ và về sau ai có bệnh đau bụng thì dùng làm thuốc sắc uống.
Trong những tục lễ của ngày Tết Đoan Ngọ, có lẽ tục người ta chú ý nhất là tục lễ sêu - một tục lệ mang đầy tính nhân văn giữa người với người, con cháu với ông bà, cha mẹ, người bệnh với thầy thuốc, học trò với thầy giáo. Những chàng trai đã dạm vợ hoặc hỏi vợ nhưng chưa cưới thường đi sêu bố mẹ vợ nhân ngày Tết Đoan Ngọ.
Lễ sêu trong dịp này bao giờ cũng có đậu xanh mới hái vào tháng Tư, gạo nếp của vụ chiêm. Ngoài ra tháng Năm cũng là mùa ngỗng và mùa chim ngói, cùng với gạo nếp, đậu xanh, bao giờ cũng có một đôi ngỗng và một, hai chục chim ngói. Kèm thêm là cân đường cát, trái dưa hấu, nghĩa là toàn những sản phẩm trong mùa.
Chỉ những chàng rể chưa cưới vợ mới đi lễ sêu, còn những chàng rể đã cưới vợ rồi thì hết lễ sêu, nhưng trong dịp tết Đoan Ngọ, các chàng rể dù nghèo vẫn cố chạy món quà nhỏ để biếu bố, mẹ vợ. Lễ biếu này nhiều, ít tuỳ tâm và không quan trọng bằng lễ sêu.
Các ông đồ xưa dạy học thường không lấy học phí. Hàng năm vào dịp mồng 5 tháng 5, các học trò đều có đồ lễ tết thầy. Thúng gạo, đôi ngỗng, phong chè, gói bánh hoặc túi hoa quả, tùy tâm bố mẹ học trò. Những gia đình giàu có thường phong bao một số tiền. Học trò cũ đã làm nên danh vọng cũng không quên thǎm thầy vào dịp này.
Các con bệnh được các ông lang chữa khỏi bệnh, mặc dù đã trả tiền thuốc, nhưng cũng không quên ơn cứu mệnh cho mình, nên trong dịp Tết Đoan Ngọ(còn gọi là tết hái thuốc) cũng mang quà tết thầy lang. Đồ lễ cũng gồm: đậu xanh, gạo nếp, ngỗng, chim ngói... như đồ lễ học trò tết thầy học.
Dẫu qua bao biến đổi về thời cuộc, song Tết Đoan Ngọ vẫn tồn tại trong lòng người dân đất Việt như một phong tục đẹp, với ý nghĩa thiêng liêng về đạo lý làm người.
Mùng 5/5 cũng là ngày phô trương tình dân tộc bà con láng giềng không phân biệt tuổi tác, phẩm trật, vua tôi (ở Làng Phú lương chợ cầu, Quảng Điền, Thừa Thiên, Huế thời vua Quang Trung, lễ hội, 5/5 có cho tài năng thanh niên, đấu võ, nấu cơm tre, nhảy sào, đua ghe. Và có Công nương làng đôi ném chiếc bông tai, nhẫn hay 1 trang sức xuống sông cho các chàng trai tìm, ai tìm được sẽ được thưởng hay lấy công nương đó làm vợ !
Tết này rất trân trọng dưới thời Tây Sơn vì "Thiên hạ đại tín" và "Huynh đệ chi Binh" bắt đầu từ đó!
Tết Đoan Dương là của Tàu? Khác nghĩa nhưng trùng ngày vậy thôi...
Chuẩn Bị
Trước ngày Tết, người ta mua rất nhiều trái cây để cúng và ăn. Hầu hết mọi gia đình cũng mua hoặc làm rượu nếp, bánh tro.
Các hoạt động chính
Tết Đoan Ngọ là dịp người ta thường ăn tết ở nhà với gia đình. Buổi sáng sớm ngày Tết Đoan Ngọ mọi người ăn bánh tro, chè hạt sen, trái cây, và rượu nếp để giết sâu bọ, bệnh tật trong người. Thường lệ người ta ăn rượu nếp ngay sau khi ngủ dậy.
Người ta cúng lễ cho một tiết mới, mừng sự trong sáng và quang đãng.
Nhiều người tắm nước lá mùi để phòng bệnh và tẩy trừ "sâu bọ". Nhiều địa phương ở ven biển đúng giờ ngọ đi tắm biển. Tại vì ngày này, theo quan niệm dân gian, khí dương mạnh nhất trong năm, người ta cúng lễ để cầu an. Cũng theo quan niệm đó, các loại cây lá hái trong thời gian này có tác dụng chữa bệnh tốt nhất nên các thầy thuốc thường lên núi hái thuốc.
Vào dịp Tết Đoan ngọ, ai bị cảm cúm nên dùng năm loại lá là bạch đàn, xương rồng, ngũ trảo, dâu tằm ăn và sả nấu nước xông để bớt bệnh. Người ta cũng tìm mua cành xương rồng bỏ trong nhà để đuổi tà ma.
Nét ẩm thực đặc biệt

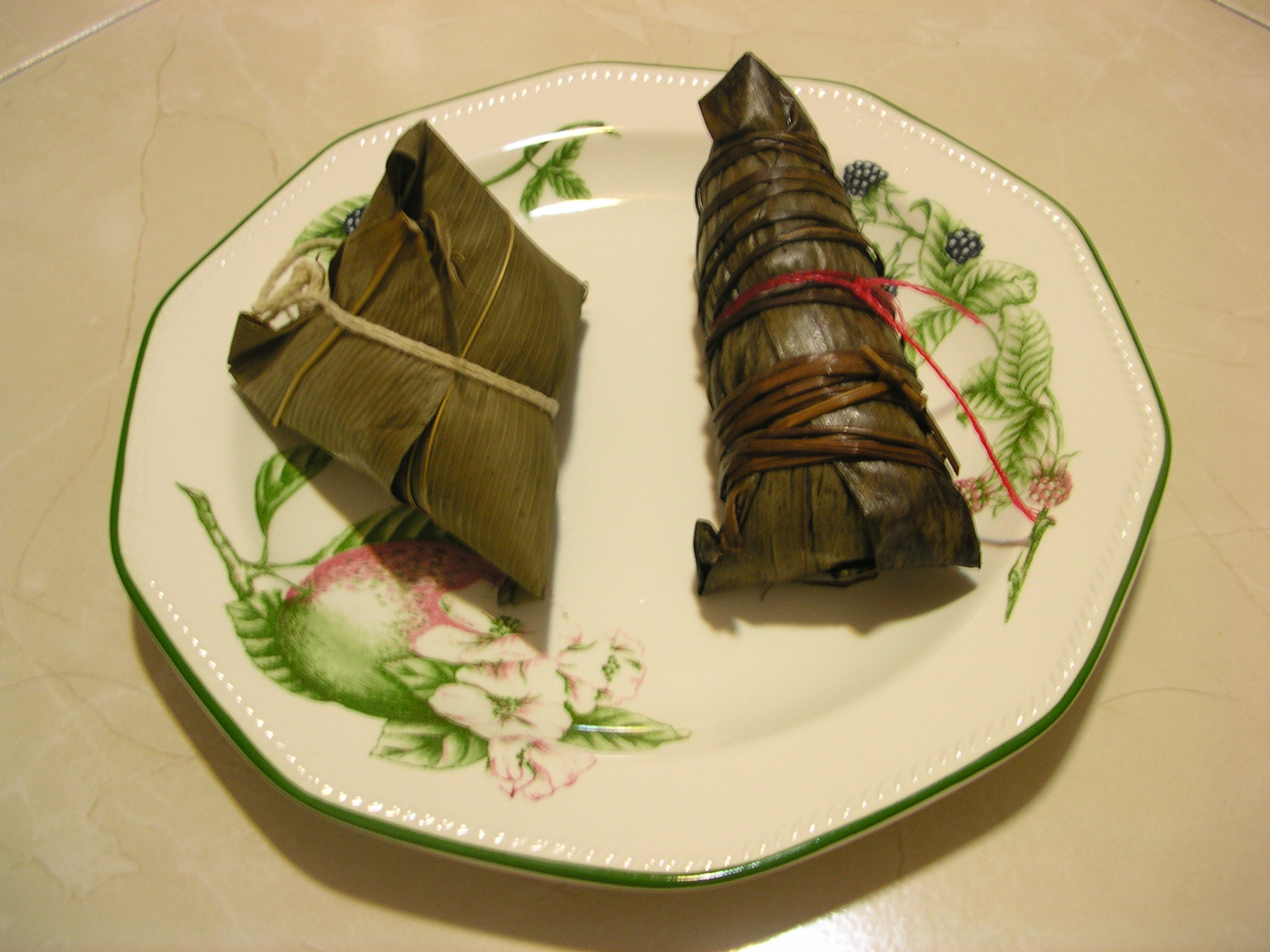
Bánh tro hay bánh gio.

Bánh tro đã trở thành món ăn truyền thống trong dịp Tết Đoan Ngọ ở Nam Trung Bộ và Miền Nam Việt Nam. Bánh tro có nhiều tên khác nhau như bánh ú, bánh gio và bánh âm, và có vài biến thể khác nhau theo địa phương. Người ta làm bánh bằng gạo đã ngâm từ nước tro được đốt bằng củi các loại cây khô hay rơm, gói trong lá chuối. Bánh tro dễ ăn, dễ tiêu làm mát ruột, thường ăn với đường hoặc mật.
Ở miền Bắc, ngày này các gia đình thường làm các món từ vịt, đặc biệt là tiết canh vịt (nhưng những năm gần đây, sau khi có dịch cúm gia cầm thì người ta hạn chế ăn). Nhưng dường như các chợ ở miền Bắc và Bắc Trung Bộ những ngày trước và trong Tết Đoan Ngọ thường rất rộn rã việc mua bán vịt sống.
Bánh tro cũng được coi là thành phần không thể thiếu trong ngày Tết này, mà hình dạng truyền thống là bánh tro hình tứ giác (tiêu biểu ở người Tày, Nùng...). Bánh thường được làm trước 1-2 ngày và cúng tổ tiên vào ngày 5 tháng 5.
Cơm rượu hay cái rượu cũng là món ăn được nhiều người ưa thích trong tết Đoan ngọ; uống rượu hoặc ăn rượu nếp để giết sâu bọ.
Chè hạt sen nấu cùng bột sắn dây và chè đậu đen có tác dụng giải nhiệt. Tiết trời đầu tháng Năm nắng nóng, dễ sinh các bệnh nhiệt trong người, chè hạt sen, chè đậu đen được nhiều gia đình lựa chọn làm món tráng miệng.